# Imre Ghillány

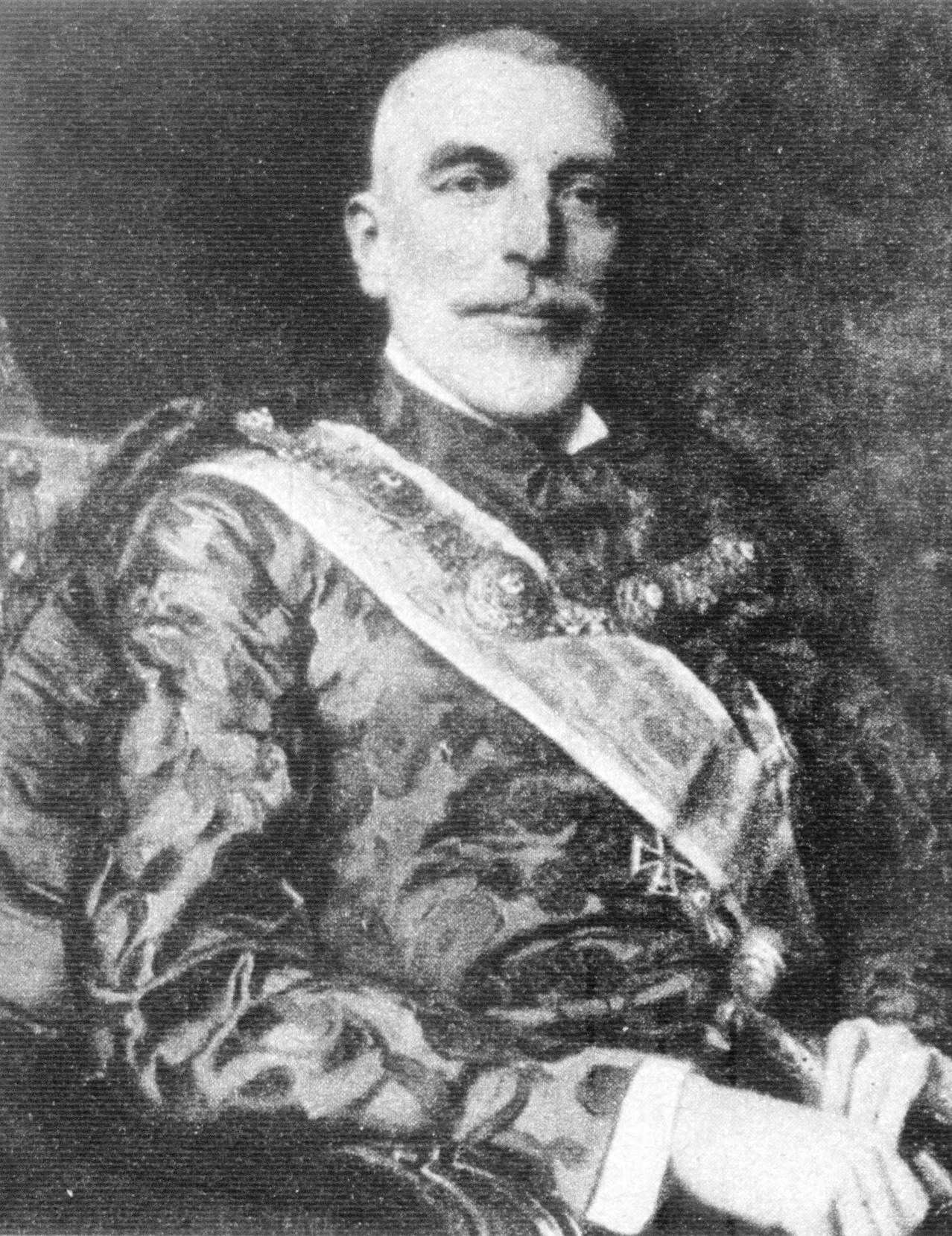
Imre Ghillány

Imre Baron Ghillány von Láz und Bernicze (* 28. Juli 1860 in Frics, Komitat Sáros; † 23. September 1922 in Sashalom) war ein ungarischer Politiker, Obergespan und Ackerbauminister.

## Leben
Imre Ghillány stammte aus einer Adelsfamilie aus dem Komitat Liptó, die 1688 ein Baronat erhielt. Ghillány wurde in Eperjes und Budapest unterrichtet und studierte Jura in Budapest. 1882 zog er sich auf seine Güter im Komitat Sáros zurück und war von 1903 bis 1905 Obergespan dieses Komitats. 1911 wurde er als Mitglied der Nationalen Partei der Arbeit für den Wahlkreis Eperjes in das Abgeordnetenhaus des ungarischen Reichstags gewählt und wurde im nächsten Jahr durch König Franz Joseph I. zum Geheimrat ernannt. Von 1913 bis 1917 war er im Kabinett von István Tisza Ackerbauminister.